# Агаян, Изабелла Иосифовна
Изабелла Иосифовна Агаян (по мужу — Арутюнян; 2 октября 1922, Эривань — 21 июля 2010, Москва) — советская и российская художница-керамистка, мастер ДПИ, член Союза художников СССР (1949). Дипломант экранизированной выставки «Искусство — в быт» в Манеже (1961).

## Происхождение
Потомственная художница из древнего армянского рода, который подарил миру целую плеяду известных деятелей культуры. В числе её предков есть такие выдающиеся творческие деятели, как академик АХ СССР, Народный художник СССР, лауреат Сталинской и Ленинской премий Мартирос Сергеевич Сарьян (1880—1972), армянский писатель и педагог Газарос Степанович Агаян (1840—1911). Её мать Сусанна Михайловна Агаян (1900—1958) была художницей по текстилю, членом Союза художников СССР. Её родной брат — художник-плакатист, член Союза художников СССР и Союза журналистов СССР Джонрид Иосифович Агаян (1924—2004). Её сын Сурен Асатурович Арутюнян (24 августа, 1950) — художник и фотограф мировой известности, член Союза профессиональных художников России, гражданин США, который совершил рабочие экспедиции более чем в 70 стран, а его работы успешно выставлялись на аукционе Сотбис. Родственниками Изабеллы Агаян также являются кинорежиссёр и сценарист Анатолий Николаевич Тер-Григорян (Эйрамджан) (1937—2014), композиторы Мушег Газаросович/Лазаревич Агаян (1883—1966), Газарос/Лазарь Мартиросович Сарьян (1920—1998) и другие деятели культуры и науки.

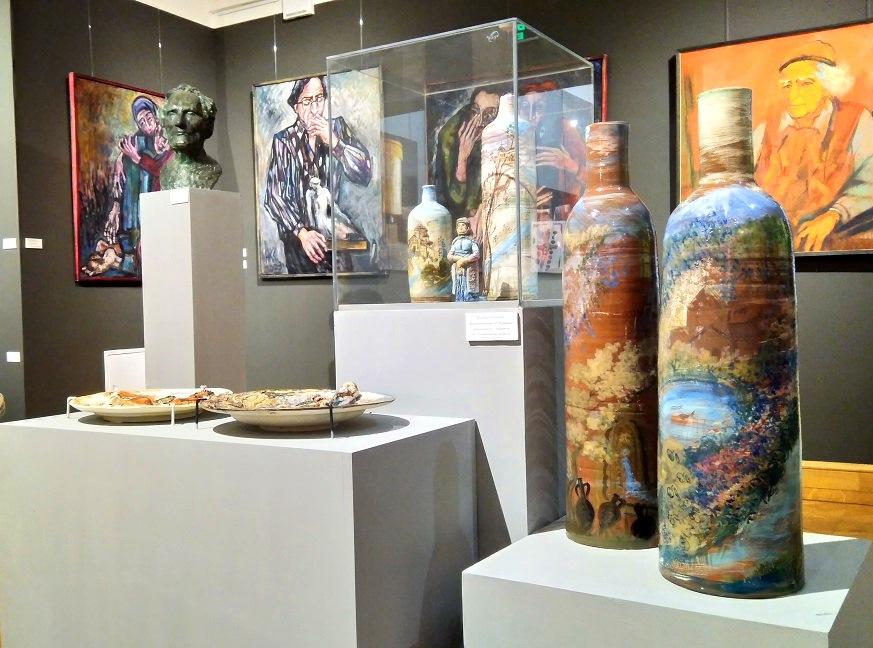
Выставка работ Изабеллы Агаян во Всероссийском музее декоративно-прикладного и народного искусства, 2019

## Биография
Родилась 2 октября 1922 года в Армении в Ереване. С 1943 по 1949 годы училась в Московском институте прикладного и декоративного искусства (МИПИДИ) у Я. М. Соколова, В. В. Васильева, А. А. Дейнеки, А. Г. Миносяна. С 1949 года начинает участвовать в выставках, вступает в Союз художников СССР, работает на Дмитровском фарфоровом заводе (Фарфор Вербилок). С 1950 года — на Гжельском керамическом заводе и в Экспериментально-творческом производственном комбинате Художественного фонда РСФСР, где создаёт авторскую керамику. Сотрудничая с Комбинатом прикладного искусства МГОХ РСФСР, художница создаёт оригинальные серии образцов тканей. В те же 1950-е годы И. И. Агаян осваивала технику керамики в Риге (Латвия). Результатом этого явились рижские керамические авторские изделия мастера. На знаменитой выставке эпохи «оттепели» «Искусство — в быт» в 1961 году в Манеже в Москве, которая перевернула представления советских граждан о декоративно-прикладном искусстве и удостоилась быть экранизированной Центральной Студией Документальных Фильмов (РЦСДФ) в том же году, И. И. Агаян была награждена почётным дипломом. В 1977 году состоялась персональная выставка И. И. Агаян в Москве. В 1987 году в Москве издаёт каталог авторской керамики. Жила на Плющихе в районе Хамовники Центрального административного округа Москвы, после переехала в Дом художников на Верхней Масловке. Там же, на Масловке, находилась её рабочая мастерская. Постоянный участник московских (Манеж, Центральный дом художника, Московский дом художника, Московский Союз художников, Союз художников СССР, Российская государственная библиотека), республиканских, всесоюзных и зарубежных художественных выставок. Ушла из жизни 21 июля 2010 года в Москве.
Работы Изабеллы Агаян находятся в коллекции центрального музея «Манеж», во Всероссийском музее декоративно-прикладного и народного искусства в Москве, в Привольненской народной картинной галерее и других музеях, а также в частных собраниях России и за рубежом.

### Семья
- Муж — Асатур Саркисович Арутюнян (15 июня 1920/22 — 1995) — герой войны, кавалер Ордена Отечественной войны II степени.
- Сын — Сурен Асатурович Арутюнян (24 августа 1950) — художник, член Союза профессиональных художников России, гражданин США. Совершил рабочие экспедиции более чем в 70 стран. Работы успешно выставлялись на аукционе Сотбис.

## Творчество
Керамические работы Изабеллы Агаян отличаются яркостью реализованных художницей образов, классической школой народной художественной традиции и национальным колоритом. Её работы — это мемуары из собственного детства, которое она провела в Тбилиси и Ереване, из юности, из взрослой жизни в Москве. Разные города и территории, тема зодчества звучат в названиях её произведений, как например, вазы «Воспоминание о Кавказе» и «Армения» (1985), серия напольных светильников «Родники Армении» (1966), серия настенных тарелок «Старый Тбилиси» (1984), серия настенных тарелок «Памятники архитектуры» (1982), композиция «У старой стены» (1986), сервизы «Москва»(1959), «Русское поле»(1975), «Новые районы» (1985) и др. Природное чувство пластики, внимание к цвету и богатое воображение помогали художнице воплощать в реальность многообразные произведения декоративно-прикладного характера. Для всех творений рук мастера характерна гармоничная комбинация авторской уникальности с утилитарностью. Однако Агаян не уставала подчеркивать, что все её работы изготавливаются в первую очередь для людей. Многообразие художественных решений в авторских работах Агаян было продиктовано непрерывным поиском художницы новых средств фактуры и красок при подходе к созданию керамических и фарфоровых произведений. Нередко фактура материала делалась основой при воплощении мастером того или иного художественного образа. Подобный подход можно обнаружить в керамической композиции «Домики в горах» (1985) и других работах художницы. Отдавая большое количество времени ДПИ, Изабелла Агаян уделяла внимание и живописи, создавая городские пейзажи. Отличительной чертой творчества Изабеллы Агаян является профессионализм высокого уровня и подробное знание технологии в сочетании с наполнением каждого, даже самого простого предмета обихода, художественной выразительностью. И. И. Агаян была убеждена, что самое важное в любом виде искусства — это «чувство материала».
«Люблю горы маленькие и высокие, люблю облака и тучи, луга и поля, опушки и болота с камышами. Люблю песни, захватывающие дух. Просто люблю всё живое творение мира… Вот моя жизнь в творчестве, мой мир в искусстве… Мои работы должны быть тёплыми, добрыми, красивыми» — говорила Изабелла Агаян.

## Награды
- Член Союза художников СССР, 1949 год
- Диплом за создание керамики, 1957 год
- Почётный диплом Министерства культуры и Союза художников СССР на выставке «Искусство — в быт» в Манеже, Москва, 1961 год
- Диплом за создание керамики, 1964 год
- Диплом выставки «50-летие Октября», 1967 год
- Диплом выставки «100-летие со дня рождения В. И. Ленина», 1970 год

## Интересные факты
- Существует прижизненный портрет Изабеллы Агаян, написанный великим художником Мартиросом Сергеевичем Сарьяном на холсте[15].
- Изабелла Агаян вела переписку с искусствоведом Еленой Ефимовной Тагер, которая была дружна с известным поэтом Борисом Леонидовичем Пастернаком и его семьей[16].